# Neustadt-Glewe
Neustadt-Glewe är en stad i Tyskland, i distriktet Ludwigslust-Parchim i Mecklenburg-Vorpommern.
Staden ingår i kommunalförbundet Amt Neustadt-Glewe tillsammans med kommunerna Blievenstorf och Brenz.

## Geografi
Staden Neustadt-Glewe är belägen i landskapet Lewitz, omkring 35 kilometer söder om Schwerin. Sjön Neustädter See ligger i den västliga delen av Neustadt-Glewe och floden Elde rinner igenom stadens södra del.

## Arkitektur och historia
Staden omnämns för första gången i dokument 1248. Förödande stadsbränder drabbade staden 1694 och 1727, men den klarade sig undan fientliga bombanfall under Andra världskriget. Stadskärnan har därför en ålderdomlig prägel med korsvirkeshus i en eller två våningar, och många smågator har stenbeläggning. Delar av staden har en stadsplan sedan 1400-talet, intrycket av medeltida stad förstärks av borgen med anor från 1200-talet.
I Neustadts östra utkant finns en flygplats sedan 1942, för under andra världskriget fanns flygverkstäder i staden, knutna till Dorniers flygfabrik. Flygplatsen omvandlades under krigsslutet till koncentrationsläger. Under DDR-tiden användes den till segelflygplats och har idag behållit den statusen. Fram till 1939 fanns en teknisk högskola i Neustadt, med internationella studenter bland eleverna.

### Befolkningsutveckling
Befolkningsutveckling  i Neustadt-Glewe
Källa:,

## Religion
Neustadt var före Andra världskriget en protestantisk stad, men genom folkförflyttningar från forna tyskspråkiga områden i Tjeckien, men även från Preussen och Pommern, har katolikerna blivit omkring 10 procent av stadens befolkning och har sedan i juni 1968 en egen kyrka.
Den judiska församlingen upphörde att existera under den nazistiska epoken. Synagogan vid Neuhöferstrasse brann upp under kristallnatten 1938, dess begravningsplats skövlades därefter. De flesta församlingsmedlemmarna dog med förintelsen.
Den medeltida Alte Kirche invid 1100-talsborgen klarade sig från krigets bombningar, men kyrkogården skändades i dess slutskede. Minnesobelisken från första världskriget och större familjegravar raserades i juni 1945. Under våren och sommaren 1945 plundrades staden ett flertal gånger av forna koncentrationsfångar, som av den ryska ockupationsmakten tilläts ta vad de ville från Neustadtsborna, även ryssarna plundrades staden.

## Näringsliv
Tillverkning av läder har varit stadens kännetecken. Läderfabriken var i judisk ägo till 1938, med namnet Adler und Oppenheimer. Under DDR-epoken hade den en ledande ställning bland läderindustrierna i landet, med en veckoproduktion i slutet av 1960-talet på 20 000 garvade svinläderhudar, vilka användes till väskor, skor, stövlar och läderrockar. Vid sidan av denna industri har jordbruket varit betydande.
Vattenfall driver sedan 2003 ett geotermiskt kraftverk i Neustadt-Glewe, med märkeffekten 230 kW elektrisk effekt samt 3 000 kW termisk effekt (fjärrvärme). Detta är en utvecklingsanläggning för att bland annat pröva lågtemperaturturbinteknik. Anläggningen levererar el till nätet och fjärrvärme till cirka 1 400 hushåll.

## Sevärdheter
- Alte Burg, borgen med anor sedan 1200-talet, den äldsta militära borgen i Mecklenburg.
- Schloss (slottet), färdigställt 1720 i barockstil, idag ett hotell. Under DDR-åren var det skollokaler och partibyggnad.

## Bilder
|            |
| Alte Burg. |

|          |
| Schloss. |

|               |
| Marienkirche. |